# Gianni Costantino
Gianni Costantino (Caserta, 5 maggio 1971) è un regista e direttore del casting italiano.

## Biografia
Gianni Costantino, inizia la sua carriera come aiuto regista nel 1994 e direttore del casting dal 1997.
Nel 2001 esordisce alla regia con il film Ravanello pallido.
Nel 2019 ha diretto il film Tuttoapposto.
Nel 2022 scrive e dirige il lungometraggio Sposa in rosso.

## Filmografia

### Regista

#### Cinema
- Ravanello pallido (2001)
- Tuttapposto (2019)
- Sposa in rosso (2022) [7][8]

#### Videoclip
- Amore che vieni amore che vai, Diodato (2013)
- Piove, Diodato (2015)

### Seconda unità
- Andiamo a quel paese, regia di Ficarra e Picone (2014)
- L'ora legale, regia di Ficarra e Picone (2017)

### Aiuto regista
- Graffiante desiderio, regia di Sergio Martino (1993)
- Troppo sole, regia di Giuseppe Bertolucci (1994)
- Consigli per gli acquisti, regia di Sandro Baldoni (1997)
- E allora mambo!, regia di Lucio Pellegrini (1999)
- Tandem, regia di Lucio Pellegrini (2000)
- Prima dammi un bacio, regia di Ambrogio Lo Giudice (2003)
- Mio fratello è figlio unico, regia di Daniele Luchetti (2007)
- Colpo d'occhio, regia di Sergio Rubini (2008)
- All Human Rights for All - episodio La lettera, regia di Daniele Luchetti (2008)
- La matassa, regia di Ficarra e Picone e Giambattista Avellino (2009)
- La nostra vita, regia di Daniele Luchetti (2010)
- Bar Sport, regia di Massimo Martelli (2011)
- Anche se è amore non si vede, regia di Ficarra e Picone (2011)
- Anni felici, regia di Daniele Luchetti (2013)
- Andiamo a quel paese, regia di Ficarra e Picone (2014)
- Chiamatemi Francesco - Il Papa della gente, regia di Daniele Luchetti (2015)
- L'ora legale, regia di Ficarra e Picone (2017)
- Un nemico che ti vuole bene, regia di Denis Rabaglia (2018)
- Il primo Natale, regia di Ficarra e Picone (2019)

### Direttore del casting
- Consigli per gli acquisti, regia di Sandro Baldoni (1997)
- Mio fratello è figlio unico, regia di Daniele Luchetti (2007)
- La matassa, regia di Ficarra e Picone e Giambattista Avellino (2009)
- La nostra vita, regia di Daniele Luchetti(2010)
- Bar Sport, regia di Massimo Martelli (2011)
- Anche se è amore non si vede, regia di Ficarra e Picone (2011)
- Anni felici, regia di Daniele Luchetti (2013)
- L'ora legale, regia di Ficarra e Picone (2017)